# Friesenried
Friesenried là một đô thị ở Ostallgäu bang Bayern thuộc nước Đức.